# تأفق

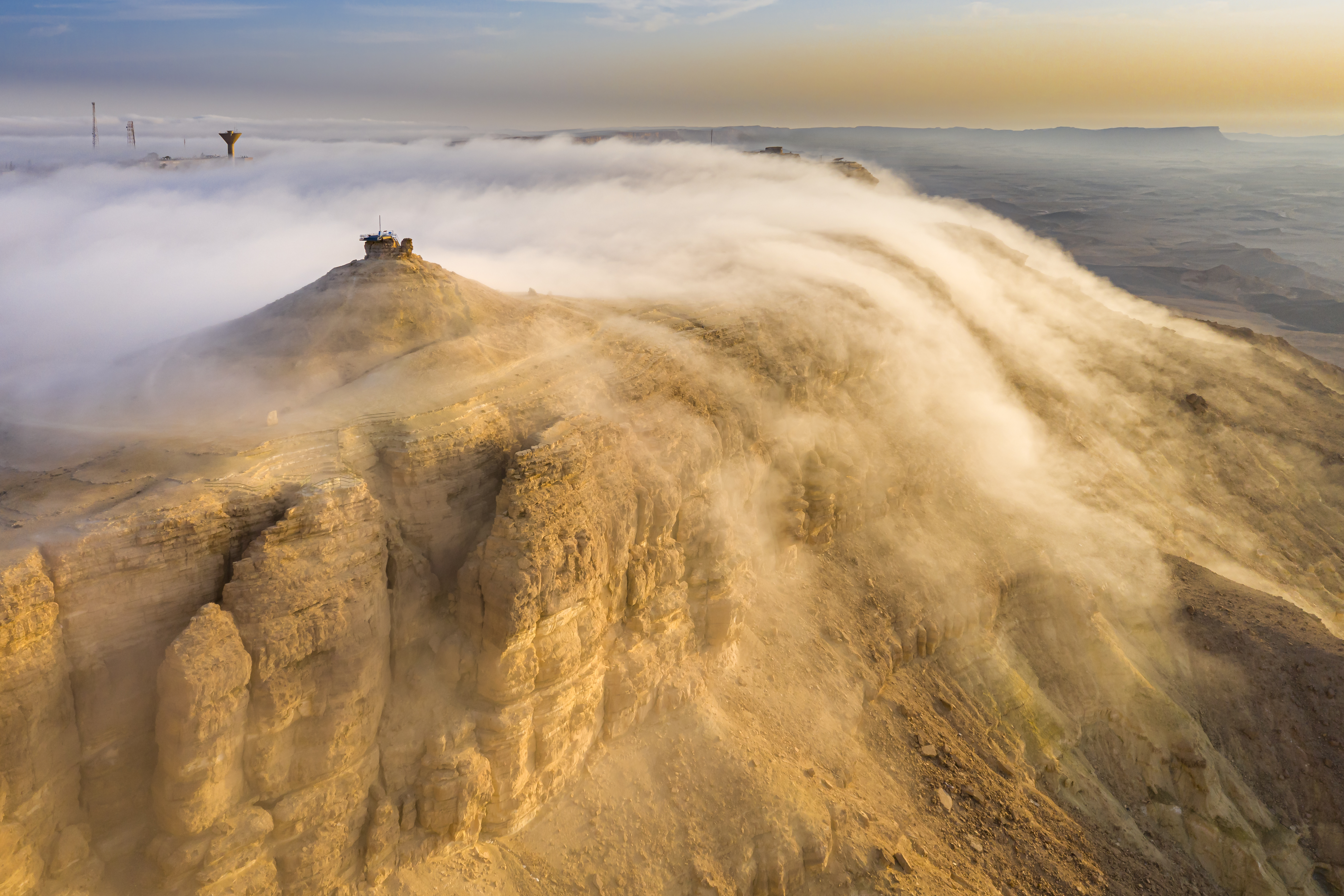

التأفّق (بالإنجليزية: advection) في علوم الهندسة الكيميائية والفيزيائية وعلوم الأرض هو عملية تنتقل فيها بعض المواد أو الخواص المحددة من خلال حركة تدفق الكتل في علم تدفق السوائل
أحد الأمثلة على عملية التأفق هي انتقال الملوثات الصلبة أو جزيئات التربة من خلال انتقال كتلة الماء باتجاه جريان النهر. من القيم المنتقلة أيضاً الطاقة والسخانة وفي هذه الحالة يكون العنصر المتدفق هو مادة حاملة لطاقة حرارية كالماء والهواء.
وفي المحيطات تتأثر حركه المياه بعاملين: التأفق والاضطراب.
والتأفق يشمل الحركة على المقياس الكبير بينما الاضطراب يؤدي لنقل جزيئات الماء بشكل عشوائي. ومن ميزات التأفق أنه ينقل كتل المياه بسرعه أكبر من الاضطراب والانتشار الجزيء ولذلك تحافط الكتل المائية علي محتواها من الحرارة والملوحة وبهذه الميزه يمكن تتبع الكتل المائية

## أنواع التأفق في المحيطات
1. معظم التأفق في المحيطات يكون بواسطه التيارات فالتيارات الجيوستروفيه تنقل الماء بسرعه 1-10 سم/ث في حين تيارات الملحي-حراريه تكون سرعتها 0.01-0.1 سم/ث
2. الدوران الملحي-حراري وفي هذا التأفق ينتقل الماء افقيا وراسيا
3. كتل المياه الأقل كثافه تهبط في مناطق العروض التحت قطبيه عند أعماق متوسطه .